# Зджислава Сошницка
Зджисла̀ва Барба̀ра Сошнѝцка-Ба̀йер (на полски: Zdzisława Barbara Sośnicka-Bajer), с композиторски псевдоним Барба̀ра Ба̀йер (Barbara Bajer) (род. 29 август 1945 г. в Калиш, Полша), е полска певица и композиторка.

## Биография
Зджислава Сошницка завършва Държавното музикално училище „Хенрик Мелцер“ I и II степен в Калиш с пиано, а след това учи в отдела по музика към Музикалната академия „Игнаци Ян Падеревски“ в Познан. По време на обучението си работи заедно със студентския театър „Нурт“ в Познан, с групата на Хуберт Шимчински, както и с групите „Трамп“ и „Бизони“.
Първата ѝ изява като певица е през 1963 г. на Фестивала за съветска песен в Жельона Гура. Същата година участва на второто издание на Фестивала за млади таланти в Шчечин и става финалистка, а през 1964 година печели наградата на Студентския фестивал за песен в Краков. През 1965 г. участва на Студентския джазов фестивал „Джаз над Одра“ във Вроцлав като вокалистка на познанския джазов квартет, а на третото издание на Националния фестивал на полската песен в Ополе (НФПП) печели награда в категорията „Нови гласове“.
През 1971 г. участва на Международния фестивал на песента в Сопот, Полша, на който печели наградата на публиката и трета награда на конкурса за песента Dom, który mam („Домът, който имам“). През 1972 г. участва на фестивала MIDEM в Кан, Франция, печели награда на Световния фестивал за онда нуева в Каракас, Венецуела, първа награда на „Златният Орфей“ в Слънчев бряг за песента „Ноктюрно“ по музика на Александър Йосифов, на Световния фестивал за популярна песен в Токио, Япония, както и на фестивала Coupe d'Europe musicale в Гмунден, Австрия.
От 1974 до 1977 г. работи като вокалистка заедно с формацията „Ерго Бенд“, с групата на Януш Коман, както и със своя собствена група – „Студио“. Сътрудничи и с оркестъра на полското радио и телевизия в Катовице под ръководството на Йежи Милян, както и с групата „Алекс Бенд“ на Александер Малишевски.
През 1976 г. участва на първото издание на Международния фестивал за филмова и популярна песен в Истанбул, на който ѝ е присъдена наградата на музикалната критика за песента He Loves Me („Той ме обича“). Следващата година печели наградата Grand prix du disque на фестивала в Сопот, както и втора награда и награда на публиката на последното издание на Международния шлагерен фестивал в Росток, Германия. През 1977 г. става „Мис обектив“ на 15-ото издание на НФПП в Ополе. На изданието му през 1979 г. печели първа награда за песента Żegnaj, lato, na rok („Сбогом, лято, догодина“), а през 1988 г. – голямата награда за цялостно творчество.
През 1979 г. Зджислава Сошницка е удостоена със „Златен кръст за заслуги“, както и със званието „Заслужил деятел на културата“. Членка е на полското дружеството за автори и композитори ZAiKS.
През април 2014 г. звукозаписната компания „Муза“ преиздава всички студийни албуми на певицата (с изключение на Musicals от 1990 г.) на компактдиск с ремастерирано звучене. През октомври същата година е издаден и двойният албум Zaśpiewane – Niewydane/Musicals, включващ както редки и неиздавани преди записи, така и песните от албума Musicals.
През март 2015 г. Сошницка потвърждава, че работи над нов албум – първия от 1998 г. насам. Негов продуцент е Ромуалд Липко, а автори на текстовете са Яцек Циган, Артур Андрус, Богдан Олевич и Анджей Могелницки. От него две песни стават сингли: Tańcz, choćby płonął świat, издаден на 7 юли, и Chodźmy stąd.

## Дискография

### Студийни албуми
- 1971 – Zdzisława Sośnicka
- 1974 – Zdzisława Sośnicka
- 1976 – Moja muzyka
- 1979 – Odcienie samotności
- 1984 – Realia
- 1987 – Aleja gwiazd
- 1989 – Serce
- 1989 – Musicale
- 1990 – Musicals
- 1998 – Magia serc
- 2015 – Tańcz, choćby płonął świat

### Сборни албуми
- 1997 – The Best of Zdzisława Sośnicka
- 1999 – Złota kolekcja: Kochać znaczy żyć
- 2014 – Zaśpiewane – Niewydane/Musicals
- 2016 – Złota kolekcja: Serce pali się raz